# Fakıbeyli, Yozgat
Fakıbeyli là một xã thuộc thành phố Yozgat, tỉnh Yozgat, Thổ Nhĩ Kỳ. Dân số thời điểm năm 2010 là 226 người.